# パン・デピス

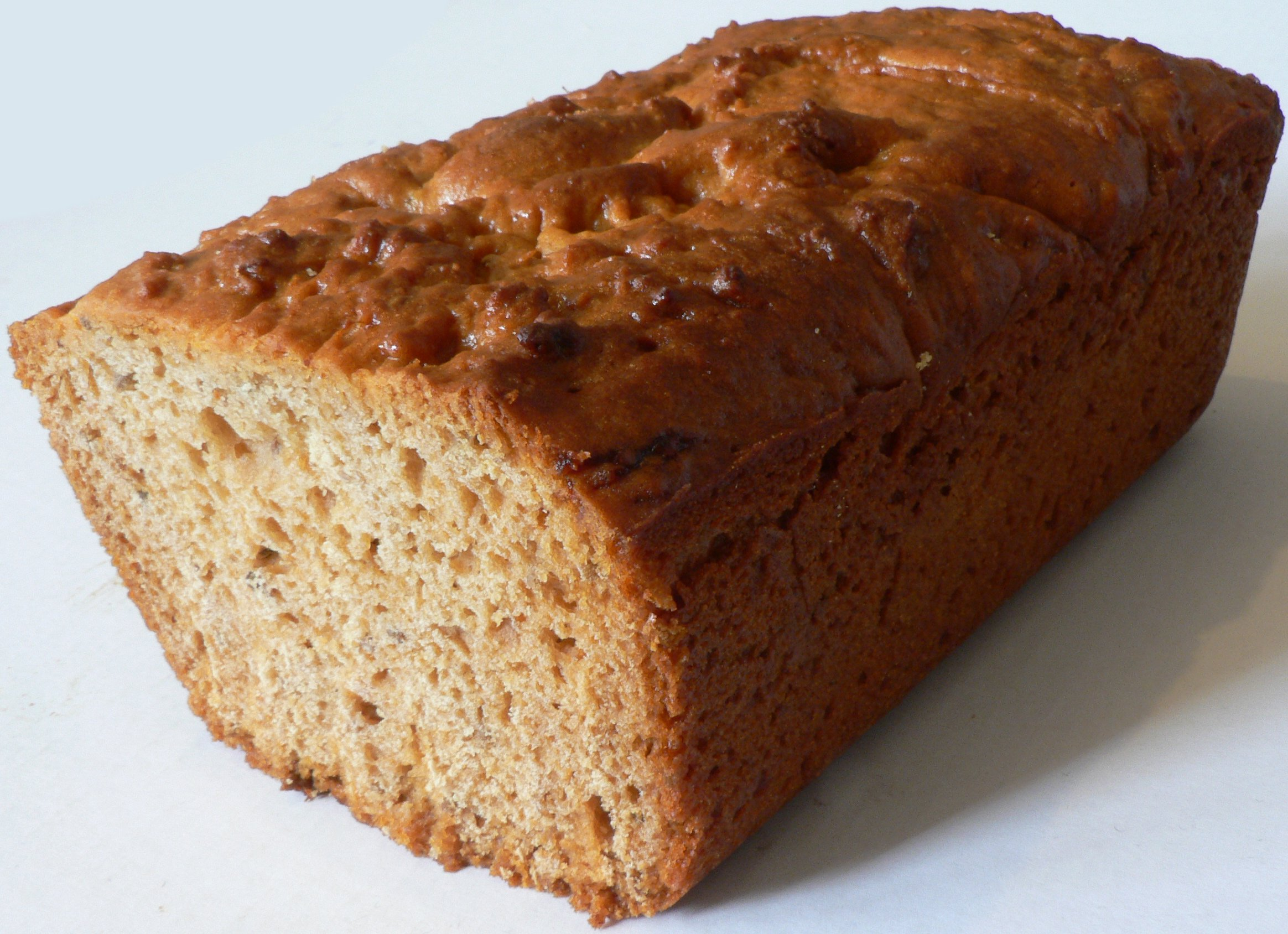
パン・デピス

パン・デピス (Pain d'épices) は、フランスで食べられている菓子。エピス (Épice) はフランス語で香辛料を意味する単語で、この菓子の名前は「香辛料を使ったパン」という言葉に由来する。

## 材料、製法
パン・デピスはクッキーに近いものとケーキに近いものに分けられる。小麦粉と卵黄を使うもの、ライ麦粉（もしくはライ麦粉と小麦粉の混合粉）を使うものの2種類が存在し、バターは使われない。ディジョンのパン・デピスには小麦粉と卵黄が、ランスのパン・デピスにはライ麦粉が使われる。その名の通りシナモン、ナツメグ、アニス、クローブなどの香辛料と、多量の蜂蜜が風味をつけるために使われる。また、砂糖漬けにした果物が入れられる場合もある。1694年に刊行された『アカデミー・フランセーズ辞典』では「ライ麦粉、蜂蜜、香辛料で作られるケーキ」と定義されている。ショウガの風味が好まれるイギリスでは、パン・デピスはジンジャーブレッドとして親しまれている。
パン・デピスの生地作りのためには、小麦粉と蜂蜜（あるいは甘味料）を混ぜた種を乾燥した冷所で一か月ほど寝かせる必要がある。熟成させた生地にベーキングパウダーと香辛料、香草を加えて成形し、表面に艶出しの牛乳と卵黄を塗って焼き上げて完成となる。基本的な形は円、もしくは四角であるが、動物などを模した焼型が使われることもある。
パン・デピスは料理の食材にもなり、特にビールを使った料理のとろみ付けに使われることが多い。

## 歴史

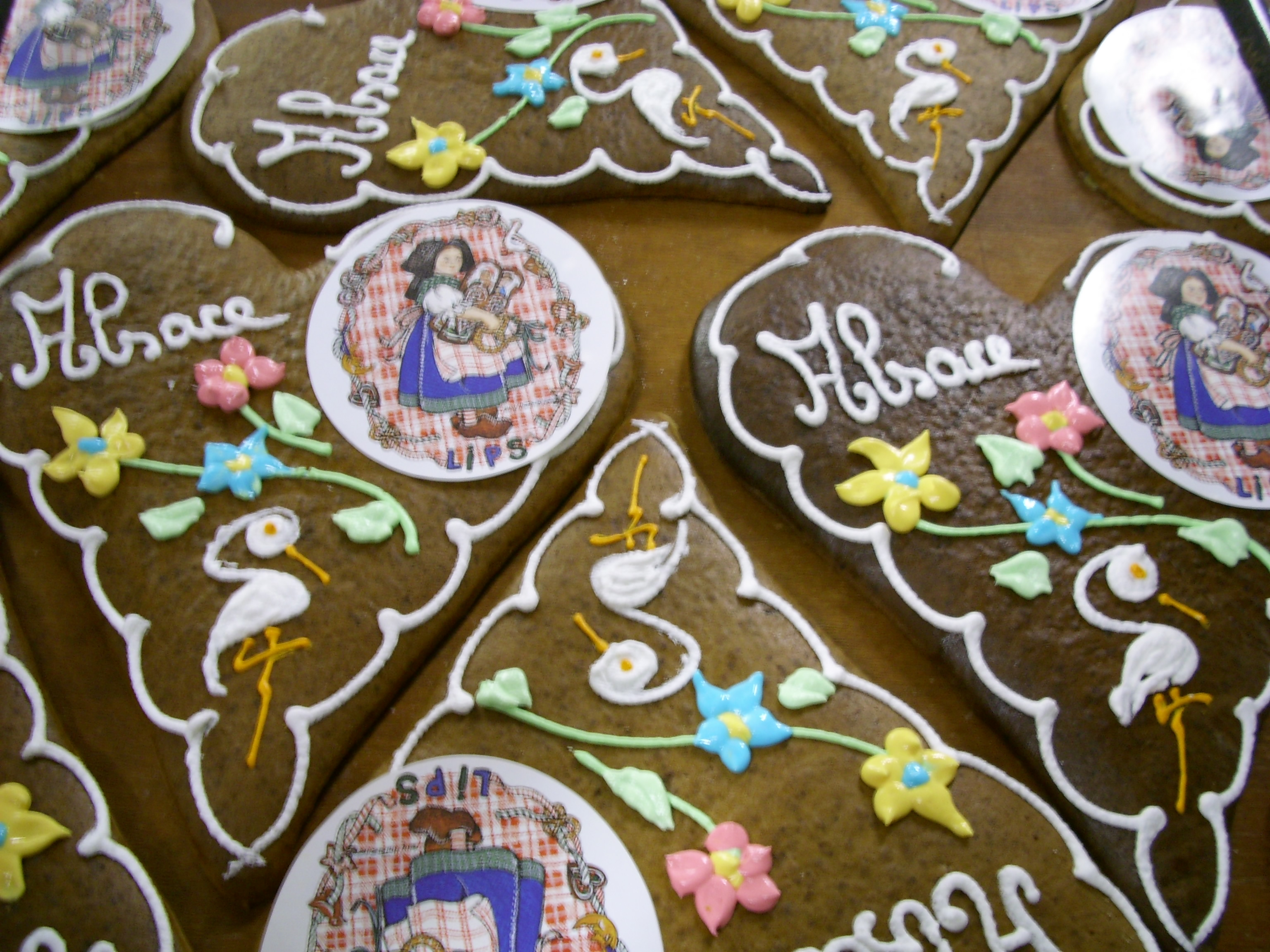
アルザス地方のパン・デピス

10世紀頃の中国の宋で兵士の保存食とされていた「ミ・コン（ミー・キン）」がパン・デピスの起源と考えられている。ミ・コンはモンゴル、中東を経て、11世紀頃に十字軍を通してヨーロッパに紹介され、ハンガリー、ドイツ、オランダ、ベルギーなどヨーロッパの東部で食べられるようになった。ほか、アルメニアの亡命司教によってピティヴィエに伝えられた説も存在する。
ミ・コンは小麦粉と蜂蜜をこね合わせたパンに似た料理であり、香辛料や香草は必ずしも加えられていたわけではなかったが、ヨーロッパへの伝播の過程でそれらの香料が加えられていった。13世紀のフランドル地方では、レーベンスクーヘン（命の菓子）と呼ばれるミ・コンに似た菓子が食べられていた。また、ハンガリーへは12世紀に東ローマ帝国から伝えられたと考えられている。中世においては財産に余裕があり、材料の穀物と蜂蜜を自前の土地で賄うことができる修道院がパン・デピス製造の中心となった。中にブルーベリーのジャムが入った小型のパン・デピスは「若い（小さな）修道女」を意味する「ノネット (nonnette)」の語で呼ばれるが、これは修道院で作られていることに由来するためだと考えられている。修道院のパン・デピスは市での商品、巡礼者への贈物となり、型にはそれぞれの修道院ごとの特徴が表れていた。パン・デピスの製造法は世俗に伝わると神話、日常生活の場面、シンボルをモチーフにした焼型が発明され、15世紀にスイスのベルンの職人によってパン・デピスの上に糖衣で文字を書き、版画を貼り付けて愛のメッセージを装飾するレケルリが考案された。18世紀末には、薄く延ばした生地を人や動物をかたどった押し型でくり抜き、焼き上げるタイプのパン・デピスが現れた。1827年にパリの動物園でキリンが公開された時には、キリンをかたどったパン・デピスが流行した。
11世紀以来、パリではパン・デピスの市が開かれ、修道士によって動物の形のパン・デピスが売られていた。やがてパン・デピスはフランス各地で作られるようになり、アルザス地方、ブルゴーニュのディジョンのものが有名になった。ブルゴーニュには14世紀に伝わり、フランドル遠征を行ったブルゴーニュ公フィリップ2世、もしくはフランドルからフィリップ2世の元に嫁いだマルグリット3世によってもたらされたと言われている。パン・デピスの製造が盛んなシャンパーニュのランスには職人のギルド（同業者組合）が設立され、1596年にギルドはフランス王アンリ4世によって公認される。ランスのギルドはパン・デピスの製造権の独占を主張し、フランス革命まで主要な地位を占めていた。後にブルゴーニュのディジョンのパン・デピスが多く製造されるようになり、ディジョンのパン・デピスはランスのそれに取って代わった。
アルザスのパン・デピスはクッキー風の菓子で、ドイツの老巡礼者がアルザスのヴイレ村に伝えたものが始まりだとされている。パン・デピスは12月6日の聖ニコラウスの日に配られ、一般的にモミノキの蜂蜜が使われる。